# Kammerater i krig
Kammerater i krig (Band of Brothers) er en Tv mini-serie i 10 afsnit om 2. verdenskrig baseret på en bog af Stephen Ambrose. Serien blev produceret i samarbejde mellem Steven Spielberg og Tom Hanks efter deres succes med Saving Private Ryan. Serien blev først sendt i 2001 og vises stadig ofte på forskellige TV-kanaler.
Serien handler om de oplevelser E-kompagniet (Easy Company) i 506. faldskærmsinfanteriregiment, 101st Airborne Division og en af dets officerer, Richard Winters, havde fra den grundlæggende træning i Toccoa, Georgia over luftlandsætningen i Normandiet (D-dag), Operation Market Garden, slaget ved Bastogne og frem til krigens slutning. 
Hændelserne i serien er baseret på Ambroses forskning og interviews med veteraner fra Easy Company. Der er taget mindre kunstneriske friheder. Alle medvirkende personer er baseret på faktiske personer fra Easy Company og en del af disse ses i interviews i indledningen til de enkelte afsnit (identiteten af de enkelte afsløres dog først efter sidste afsnit).